# Bücker Bü 131

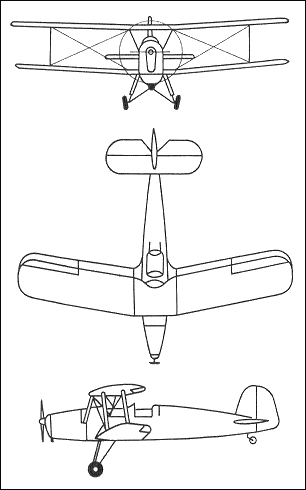
Схематичне зображення навчального літака Bücker Bü 131

«Бюкер» Bü 131 «Юнгманн» (нім. Bücker Bü 131 Jungmann) — німецький навчально-тренувальний літак розробки компанії Bücker Flugzeugbau. Легкий двомісний літак був основним навчально-тренувальним літаком базової підготовки німецьких пілотів у другій половині 1930-х років. Використовувався Люфтваффе під час Другої світової війни. Літак Biker Bü 131 був випущений у кількості понад 5000 екземплярів і експортувався у 23 країни.

## Історія
Німецький інженер Карл Бюкер після служби в Імператорських військово-морських силах Німецької імперії в Першій світовій війні звільнився та переїхав до Швеції, де став керуючим директором компанії Svenska Aero AB (не плутати зі Svenska Aeroplan AB, SAAB). Згодом він повернувся до Німеччини з Андерсом Й. Андерссоном, молодим дизайнером із SAAB. у 1932 році в Берліні-Йоганнішталі була заснована компанія Bücker Flugzeugbau GmbH. Першим літаком, розробленим молодою компанією, який увійшов у серію, став Bü 131 Jungmann.
Хоча це був перший виробничий тип Bücker Flugzeugbau, Bü 131A став останнім біпланом, побудованим у Німеччині. Він мав дві кабіни в тандемі відкритого типу та нерухоме шасі. Конструкція фюзеляжу являла собою сталеву трубу, обтягнуту тканиною та металом, крила виготовлялися з дерева та тканини. Перші екземпляри літали на 80-к.с. двигунах Hirth HM 60R. У 1936 році в серію пішов Bü 131B з 105-сильним Hirth 504A-2.
Найбільше виробництво на замовлення Люфтваффе у воєнний час здійснювалось компанією Aero у Празі.
Перші зразки Bü 131A був поставлені до Німецького повітряно-спортивного союзу (нім. Deutscher Luftsportverband). Завдяки своїм відмінним характеристикам, міцності та надійності Bü 131B був обраний основним базовим навчальним літаком для німецьких Люфтваффе, і він знаходився на озброєнні майже всіх початкових льотних шкіл Люфтваффе під час війни, а також у підрозділах нічної авіації, такі як Nachtschlacht Gruppen (NSGr) 2, 11 і 12.
Незабаром літак здобув популярність в інших країнах світу, Югославія стала першим довоєнним експортним замовником; ймовірно до 400 одиниць було поставлено в це Королівство. Згодом до замовників приєдналися Болгарія з 15 і Румунія з 40 літаками відповідно.
Ліцензійне виробництво було надане Швейцарії, яка експлуатувала 94 літаків, з яких 88 були побудовані за ліцензією «Дорньє». Близько 530 було побудовано в Іспанії, виробництво Bü 131 продовжувалось у CASA до початку 1960-х років, і вони залишалися на службі як основний навчальний літак базової підготовки льотчиків іспанських ВПС до 1968 року. Угорщина експлуатувала 315 літаків, з як десять були побудовані в Чехословаччині Tatra як Т 131, до початку Другої світової війни. У Японії було побудовано 1 037 зразків Bü 131 для Імператорської японської армійської авіаційної служби з двигунами «Хацукадзе» як «Кокусай» Кі-86 та 339 для Імператорської повітряної служби Японського флоту як «Кюсю» K9W.

## Модифікації

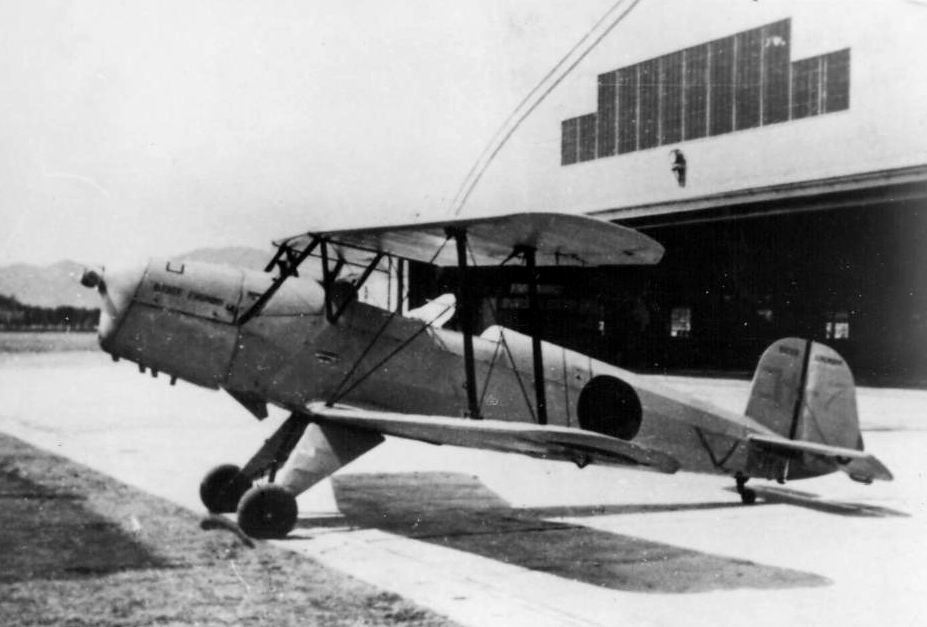
Японський варіант літака Bü 131 — Kokusai Ki-86A

- Bü 131A — перша версія літака з двигуном Hirth HM 60R
- Bü 131B — модернізована версія навчально-тренувального літака, оснащеного двигуном Hirth HM 504A-2
- Bü 131C — варіант літака, оснащеного двигуном Cirrus Minor. 1 од.
- Nippon Kokusai Ki-86A Army Type 4 Primary Trainer — ескортний варіант літака, що вироблявся в Японії, оснащений двигуном Hitachi Ha47
- Nippon Kokusai Ki-86B Army Type 4 Primary Trainer — версія Ki-86A з дерев'яною рамою корпусу
- Kyushu K9W1 Momiji Navy Type 2 Trainer Model 11 — модернізований варіант літака для морської авіації флоту Японської імперії; оснащений двигуном Hitachi GK4A Hatsukaze 11
- Tatra T.131 — літак чехословацького збирання на заводі Tatra Kopřivnice
- Aero C-4 — серійний тип літака, що збирався в Чехословаччині
- Aero C-104 — літак чехословацького збирання з двигуном Walter Minor 4-III; 260 од.
- CASA 1.131 — варіант літака іспанського збирання з двигуном ENMA Tigre G-IVA або Hirth HM 504

## Країни-оператори
Третє Болгарське царство
- Повітряні сили Болгарії

 Грецьке королівство
- Королівські повітряні сили Греції

 Іспанія
- Повітряні сили Іспанії

 Нідерланди
- Королівські повітряні сили Нідерландів

 Третій Рейх
- Люфтваффе

 Південна Африка
- Повітряні сили Південної Африки

 Польща
- Повітряні сили Польщі

 Румунське королівство
- Королівські повітряні сили Румунії

 Румунія
- Повітряні сили Румунії

 Перша словацька республіка
- Повітряні сили Словаччини

 Угорщина
- Повітряні сили Угорщини

 Хорватія
- Повітряні сили Незалежної Держави Хорватія

 Чехословаччина
- Повітряні сили Чехословаччини

 Швейцарія
- Повітряні сили Швейцарії

 Югославія
- Королівські повітряні сили Югославії

 СФРЮ
- Повітряні сили Югославії

 Японська імперія
- ВПС Імператорської армії Японії
- Авіація імперського флоту Японії

## Однотипні літаки за епохою, призначенням
- Stampe-Vertongen SV.4
- Albatros Al 101
- Bücker Bü 133 Jungmeister
- Focke-Wulf Fw 44 Stieglitz
- de Havilland Tiger Moth
- Fleet Finch
- Fokker S.IX
- Koolhoven F.K.51
- Caproni Ca.100
- RWD 8
- Boeing Stearman E75
- Great Lakes Sport Trainer
- Repülőgépgyár Levente II
- По-2
- Hanriot HD.28
- Romano R.82
- Avia B.122
- Tachikawa Ki-9
- Tachikawa Ki-17